# Ruine Schenkenburg (Schenkenzell)
Die Schenkenburg ist die Ruine einer Höhenburg bei 391 m ü. NHN auf einem Umlaufberg im oberen Kinzigtal bei Schenkenzell im baden-württembergischen Landkreis Rottweil in Deutschland.

## Geschichte
Erbaut wurde die Schenkenburg im Zeitraum zwischen 1220 und 1250 wohl durch das Geschlecht der Schenken von Zell, die auch namensgebend für das gleichnamige Dorf waren. Sie waren Ministeriale der Grafen von Freiburg und nahmen für sie die Bergbauinteressen im Revier von Wittichen wahr. Weitere Burgen, die die Schenken besaßen und die ebenfalls zum Schutz des Bergbaureviers dienten, waren die Burg Wittichenstein und der Burgstall Schenkenzell.
1222 wird in der "Salemer Urkunde" ein "Hairicus decanus de Celle" direkt nach dem Abt von Alpirsbach genannt (Hinweis auf die Stellung) als Zeuge genannt.
1298 wird Schenk Eberhard mit seinen Söhnen Konrad und Eberhart gemeinsam in einer Urkunde genannt: S C PINCERNE DE SCHEnZELL steht auf dem Siegel (Geteilter Schild, oben ein halber aufwachsender Adler, unten ein Sparren), wie es sich an der Westfassade des Klosters Alpirsbach von den zwei im Kloster beigesetzten Äbte Walter Schenk von Schenkenberg (1303–1336) und Brun Schenk von Schenkenberg (1337–1377), deren Epitaphen bis heute vor Ort erhalten sind, befindet (Konrad Schenk von Schenkenberg: Abt 1447, resigniert 1450) - >Wappentafel von Meinrad Keller, Schenken von Schenkenberg, Burg Schenkenberg, Aargau (Graf Albrecht von Löwenstein-Schenkenberg wird auf der Wappentafel von Meinrad Keller als erster Schlossbesitzer mit dem aufwachsenden Adler mit Sparren dargestellt), Burg Schenkenberg, Epfendorf und Kloster Alpirsbach.
Die Burg ging Anfang des 14. Jahrhunderts in die Herrschaft der Geroldsecker über, die Gründe hierfür sind nicht bekannt. Möglicherweise entbrannten Streitigkeiten zwischen den Grafen Egen und Konrad II. von Freiburg und Schenk Burkhard, wobei Burkhard auch gefangen genommen wurde, wie Urkunden berichten. Burkhard saß bis 1304 auf der Burg Wittichenstein, und auch die weiteren Schenken von Schenkenzell sind nur bis 1299 auf der Burg Schenkenzell nachgewiesen. Ab 1301 war die Burg dann im Besitz der Geroldsecker, 1309 wurde sie unter den Burgen der Geroldsecker aufgezählt. Im Jahr 1312 war auch die Burg Wittichenstein in Geroldsecker Besitz, da sie auch dort als Lehensherren auftreten. Somit ging wohl die gesamte Herrschaft der Schenken von Schenkenzell in die Hände der Geroldsecker über.
Im Jahr 1433, während des Geroldsecker Erbfolgekrieges, wurde die Burg stark beschädigt, noch 1436 wurde an den Burgen Schenkenzell und Romberg sowie am Kloster Wittichen gebaut.
Gangolf Herr zu Geroldseck und Schenkenzell kam in wachsende wirtschaftliche Schwierigkeiten, er musste 1498 die gesamten Besitzungen im Kinzigtal veräußern. Als Käufer treten die Grafen von Fürstenberg auf, sie konnten einen Großteil der Herrschaft für 1400 Gulden erwerben, zwei Jahre später bekamen sie auch die Burg Wittichenstein für weitere 920 Gulden.
Die Burg ging 1513 als erbliches Mannlehen an den Junker Hans von Weitingen. Seine Nachfolger machten sich aber des Treuebruches schuldig, so dass Graf Wilhelm von Fürstenberg 1534 seine eigene Burg stürmen musste und sie dabei zerstörte. Sie wurde nicht wieder aufgebaut, blieb aber bis heute eine ansehnliche Ruine.

## Baubeschreibung
Es stehen noch Teile des Palas, der zum Teil bis ins dritte Stockwerk erhalten geblieben ist, sowie der Stumpf des Bergfriedes.
Von Norden kommend trifft man auf den tiefen Halsgraben über einen schmalen Pfad. Teile der Zwingeranlage sind noch vorhanden, allerdings zum Teil sehr überwachsen.